# Kajetan Cieszkowski (zm. 1811)
Kajetan Cieszkowski herbu Dołęga (zm. w 1811 roku) – marszałek bełski konfederacji targowickiej w 1792 roku, poseł województwa bełskiego na sejm grodzieński (1793), członek konfederacji grodzieńskiej 1793 roku, ojciec pisarza Henryka.